# Chorthippus pilipes
Chorthippus pilipes är en insektsart som beskrevs av Bei-bienko 1933. Chorthippus pilipes ingår i släktet Chorthippus och familjen gräshoppor. Inga underarter finns listade i Catalogue of Life.